# Jalový Dvůr (Praha)
Jalový Dvůr (dříve Jalové Dvory) je základní sídelní jednotka ležící na jihu Prahy v katastrálním území Krč. Ze severovýchodu je vymezená ulicí Vídeňskou, z jihozápadu Libušskou.

## Historie
Jalový dvůr původně spadal pod katastr obce Horní Krč a zahrnoval usedlosti čp. 829, 830, 841 a 834. Dříve osamocený statek dal jméno celé oblasti a ulici Jalodvorská, při které domy stojí.
Roku 1900 měly Jalové Dvory 152 obyvatel a spolu s Horní Krčí patřily do okresu Královské Vinohrady. Po připojení k Praze roku 1922 se staly částí Prahy XIV. Roku 1949 připadla část k.ú. Krč v místech bývalé Horní Krče k Praze 14.

### Doprava
Oblast je dostupná městskou hromadnou dopravou a s okolními čtvrtěmi je spojená ulicemi Vídeňská a Libušská.

### Zajímavosti
- Při Vídeňské ulici roste památný strom lípy srdčité (Tilia cordata) nazvané „Lípa na Vídeňské“. Strom dosahuje výše 18 metrů a obvod jeho kmene činí 326 centimetrů.[5]
- Obytný dům bývalého čp. 841 stojí při východní straně ulice Jalodvorská a je zajímavý svým ozdobným vykrajovaným štítem a zvoničkou v zahradě.